# Heckel-Clarina
Die Heckel-Clarina oder Clarina ist ein seltenes Holzblasinstrument, das von Wilhelm Heckel und seinem Sohn Wilhelm Hermann Heckel in Wiesbaden-Biebrich entwickelt und hergestellt wurde. Wilhelm Heckel erhielt am 8. Dezember 1889 ein Patent für das Instrument. Es war anscheinend für die Verwendung in Richard Wagners „Fröhlicher Hirtenweise“ im 3. Akt von Tristan und Isolde vorgesehen. Ab 1891 wurde die Heckel-Clarina im Festspielhaus Bayreuth als Ersatz für die Holztrompete verwendet. Die Clarina wurde als geeigneter zur Produktion der erwünschten Klangfarbe angesehen.
Die Heckel-Clarina ist ein Einfachrohrblattinstrument aus Metall mit konischem Verlauf der Schallröhre, das einem Sopransaxophon ähnelt.
Es verwendet das Griffsystem der Oboe und das Einfachrohrblattmundstück der Klarinette. Die Heckel-Clarina wurde in B und in Es gebaut. Laut der Werbung ähnelt ihr Klang im unteren Register dem des Englischhorns, dem des Saxophons im mittleren und dem der Klarinette im oberen Register. Das Instrument sollte nicht verwechselt werden mit der Heckelphon-Klarinette, ebenfalls einem seltenen Einfachrohrblattinstrument mit konischem Verlauf der Schallröhre, das jedoch aus Holz besteht und tiefer ist.